# Sulawesi-Riesenhörnchen
Das Sulawesi-Riesenhörnchen (Rubrisciurus rubriventer) ist eine Hörnchenart, die endemisch auf der zu Indonesien gehörenden Insel Sulawesi vorkommt. Es handelt sich um die einzige Art der damit monotypischen Gattung Rubrisciurus.

## Merkmale
Das Sulawesi-Riesenhörnchen erreicht eine Kopf-Rumpf-Länge von etwa 25 bis 30,5 Zentimetern und ein Gewicht von 500 bis 860 Gramm. Es ist damit das größte Hörnchen der Insel Sulawesi. Der Schwanz erreicht eine Länge von 18 bis 25,5 Zentimetern und ist damit deutlich kürzer als der Restkörper. Der Rücken und der Kopf der Tiere ist braun mit einer deutlichen Sprenkelung mit sandbraunen, rotbraunen und schwarzen Flecken. Die Bauchseite ist hell rotbraun, von hier zieht sich die Färbung zu den Beinen und dem ebenfalls rotbraunen Schwanz. Über die Schultern geht die Bauchfärbung in ein dunkleres Kastanienbraun über. Die Ohren haben deutliche glänzend-schwarze Haarbüschel. Die Augen haben oberseits eine dunkle halbmondförmige Zeichnung und sind von einem sandbraunen Augenring umgeben. Die Jugendfärbung entspricht der der ausgewachsenen Tiere, ist jedoch gedeckt und damit undeutlicher.

## Verbreitung

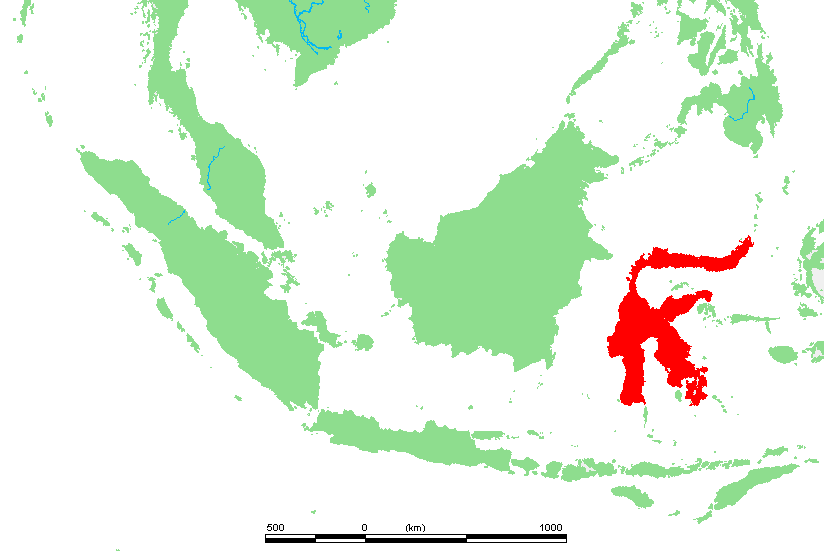
Das Sulawesi-Riesenhörnchen kommt wahrscheinlich auf der gesamten Insel Sulawesi vor.

Das Sulawesi-Riesenhörnchen kommt endemisch auf der zu Indonesien gehörenden Insel Sulawesi vor. Dabei wird angenommen, dass es in fast allen bewaldeten Gebieten der Insel vorkommt, aus dem zentralen Bereich und dem Südwesten gibt es jedoch keine gesicherten Daten. Im Bereich des Vulkans Gunung Lompobatang sind einige Bereiche vollständig entwaldet, hier wird es wahrscheinlich nicht mehr anzutreffen sein.

## Lebensweise
Das Sulawesi-Riesenhörnchen ist wie alle anderen Arten der Schönhörnchen waldgebunden. Es kommt in den primären Regenwäldern des Tieflandes und den niedrigen bis mittleren Bergwäldern der Insel bis in Höhen von 1512 Meter vor. Es ist tagaktiv und ernährt sich wie die meisten Hörnchen primär von Pflanzen, vor allem Früchten und Samen, hinzu kommen Insekten. Der kräftige Schädelbau weist darauf hin, dass sie auch harte Nüsse und Samen öffnen können. Die Tiere leben in der Regel versteckt und leise, häufig werden sie nur durch das laute Nagen an den harten Früchten der Pangium edule entdeckt. Die Nahrungssuche findet vor allem im unteren Bereich der Wälder, im Unterwuchs und am Boden und nie in den hohen Bäumen statt.
Sulawesi-Riesenhörnchen bauen etwa 30 Zentimeter große, runde Nester aus Pflanzenmaterial, etwa den Fasern der Zuckerpalme, die sie in Baumhöhlen nahe dem Boden platzieren. Bei gefangenen Weibchen konnte in der Regel nur ein Embryo identifiziert werden, sie haben vier Zitzen in je zwei Paaren.

## Systematik
Das Sulawesi-Riesenhörnchen wird als einzige Art in die damit monotypische Gattung Rubrisciurus eingeordnet. Die wissenschaftliche Erstbeschreibung stammt von Müller & Schlegel aus dem Jahr 1844, die die Art anhand von Individuen aus dem Nordosten der Insel Sulawesi beschrieben.
Innerhalb der Art werden neben der Nominatform keine weiteren Unterarten unterschieden.

## Status, Bedrohung und Schutz
Das Sulawesi-Riesenhörnchen wird von der International Union for Conservation of Nature and Natural Resources (IUCN) als gefährdet (Vulnerable) eingeordnet. Begründet wird die Bedrohung durch den Rückgang der Bestände von über 30 % in den letzten Jahren aufgrund der zunehmenden Entwaldung der Insel Sulawesi vor allem im Flachland sowie der direkten, jedoch seltenen, Bejagung der Tiere.

## Belege
1. 1 2 3 4 5  Richard W. Thorington Jr., John L. Koprowski, Michael A. Steele: Squirrels of the World. Johns Hopkins University Press, Baltimore MD 2012; S. 181–182. ISBN 978-1-4214-0469-1
2. 1 2 3  Rubrisciurus rubriventer in der Roten Liste gefährdeter Arten der IUCN 2014.2. Eingestellt von: K. Helgen, K. Aplin, 2008. Abgerufen am 29. Oktober 2014.
3. 1 2 3  Rubrisciurus rubriventer. In: Don E. Wilson, DeeAnn M. Reeder (Hrsg.): Mammal Species of the World. A taxonomic and geographic Reference. 2 Bände. 3. Auflage. Johns Hopkins University Press, Baltimore MD 2005, ISBN 0-8018-8221-4.
4. ↑  J.L. Koprowski, E.A. Goldstein, K.R. Bennett, C. Pereira Mendes: Sulawesi Giant Squirrel Rubrisciurus rubriventer. In: Don E. Wilson, T.E. Lacher, Jr., Russell A. Mittermeier (Hrsg.): Handbook of the Mammals of the World: Lagomorphs and Rodents 1. (HMW, Band 6) Lynx Edicions, Barcelona 2016, ISBN 978-84-941892-3-4, S. 717–718.